# Inoffizielle Ringer-Europameisterschaften 1898
Die in heutiger Wertung Inoffiziellen Ringer-Europameisterschaften 1898 fanden am 1. August 1898 im Rahmen der Jubiläumsausstellung 1898 in Wien statt. Die Ringer wurden nicht in Gewichtsklassen unterteilt. Gerungen wurde im damals üblichen griechisch-römischen Stil.

## Ergebnisse
| Platz | Land            | Sportler            |
| ----- | --------------- | ------------------- |
| 1     | Russland        | Georg Hackenschmidt |
| 2     | Deutsches Reich | Michael Hitzler     |
| 3     | Österreich      | G. Burghard         |
| 4     | Österreich      | Rudolf Grundl       |
| 5     | Deutsches Reich | Xaver Blätte        |